# Grammoptera exigua
Grammoptera exigua là một loài bọ cánh cứng trong họ Cerambycidae.